# ウサギ目社畜科
『ウサギ目社畜科』（うさぎもくしゃちくか）は、藤沢カミヤによる日本の漫画。『ウルトラジャンプ』（集英社）にて、2016年12月号に読切掲載された後2017年8月号から2020年6月号まで連載された。

## あらすじ
ブラック企業で働く津田と、月からリストラされ津田家で雇用されるふわみ・もふこによる脱力ブラックコメディー。

## 登場人物

### 主要人物
津田真司郎
ひょんなことからふわみを不本意ながら雇用するはめになったサラリーマン。ブラック企業で働いている。三白眼。ふわみからはしゃちょーと呼ばれる。
ふわみ
休日に津田が家で持ち帰った仕事をしていた時に目にしたうさぎ。風雨をしのげる場所を探していた際、車に跳ね飛ばされ津田宅のベランダに落ちたらしい。働かないと死んでしまう体質で、翌朝までに窓の修復することを条件に津田に雇用される。
月で毎日24時間（15分睡眠交代制）餅を付く仕事をしていたがフケーキの煽りで、りすとらされ地球に棄てられた。月では食事として木の皮をかじるなど超劣悪な環境で暮らしていたため、パック寿司のガリや家事諸々で月給1円(おそらく月では無給だったと思われる)に家は段ボールという条件でも喜ぶほど。どんな料理の中にも餅を入れたがる。何でも修得が早いが、英会話ではもふこと共に短時間で英語を流暢に話せるようになるも日本語を忘れたりと極端になる。
もふこ
ふわみの後輩。ふわみ同様、働かないと死んでしまう体質で津田に雇用してもらった。耳で方角が分かったり耳予報なるもので天気が分かったりする。津田の要望でパン食が続いた際は、食事はパン一択で他は不要と考えるふわみに諫言したり、津田がパン以外の物を求めるとすぐさまさばみそ定食を提供した。

### その他
真琴
津田の妹である女子高生。無気力な性格で「働きたくない」と思っているほど。ふわみやもふこからはふくしゃちょーと呼ばれる。兄宅でふわみらを目撃した際、兄とは違いすんなり受け入れた。しばしば、ふわみらにコンビニで自分の好きな菓子等の購入といった仕事をさせている。
八橋部長
津田の上司。眼鏡を掛けた女性。
もこち、みみお
ふわみの月時代の同僚。もこちは仕事中に居眠りを、みみおは餅つき中につまみ食いをした翌日に姿を消した。
姫川
津田の同僚。受付嬢。可愛い動物が好きでふわみらを見た際は気分が上がっていた。
ましろ
ふわみが地球に来る一年前、月からリストラされたうさぎ。地球での働き口を得られなかったため、橋の下で生活し自ら進んでゴミ拾いや清掃を仕事としている。
らぱな
数年に1度突然変異で生まれる「はたらかないウサギ」。かわいさアピールでほかのウサギに仕事を変わってもらっていたがリストラ、かわいさをアピールするものの津田には通じない。結局姫川に引き取られた。

## 書誌情報
- 藤沢カミヤ『ウサギ目社畜科』 集英社〈ヤングジャンプ・コミックス・ウルトラ〉、全5巻
  1. 2018年3月19日発売、ISBN 978-4-08-890882-3
  2. 2018年9月19日発売、ISBN 978-4-08-891102-1
  3. 2019年4月19日発売、ISBN 978-4-08-891259-2
  4. 2019年11月19日発売、ISBN 978-4-08-891409-1
  5. 2020年6月19日発売、ISBN 978-4-08-891584-5